# Iwan Sergejewitsch Noskow
Iwan Sergejewitsch Noskow (russisch Иван Сергеевич Носков, engl. Transkription Ivan Noskov; * 16. Juli 1988) ist ein russischer Geher.
Im 50-km-Gehen wurde er bei den Leichtathletik-Weltmeisterschaften 2013 in Moskau Siebter und gewann bei den Leichtathletik-Europameisterschaften 2014 in Zürich Bronze.
Im Juni 2015 wurde er positiv auf ein Dopingmittel getestet und suspendiert.

## Persönliche Bestzeiten
- 20 km Gehen: 1:23:49 h, 17. September 2011, Woronowo
- 50 km Gehen: 3:37:41 h, 15. August 2014, Zürich